# 왕을 참하라
"왕을 참하라"는 2017년에 개봉한 대한민국의 영화이다.

## 캐스팅
- 강윤 : 이혈 역
- 강연정 : 비설 역
- 추석영 : 월산대군 이정 역
- 아니타 : 인수대비 역
- 박충선 : 상선 역
- 박희진 : 차향 역
- 김홍표 : 잘박이 역
- 서동갑 : 노죽이 역
- 탁트인 : 석삼이 역
- 민지혁 : 비담 역
- 이원발 : 정창손 역
- 박유승 : 성난도 역
- 신재훈 : 팽이 역
- 성노진 : 도안근 역
- 김로사 : 양귀비 역
- 박현진 : 기생 1 역
- 최지유 : 기생 2 역
- 임은지 : 기생 3 역
- 유은홍 : 주모 역
- 박정민 : 대의원 역
- 박민규 : 사림 1 역
- 황동희 : 이정 호위무사 역
- 진현태 : 이혈 호위무사 1 역
- 김진환 : 이혈 호위무사 2 역
- 김현우 : 성난도 호위무사 역
- 이도국 : 박강창 역
- 김주황 : 감의향 역
- 김정민 : 종사관 역
- 이종길 : 죄수 1 역
- 김효신 : 죄수 2 역
- 이정행 : 내시 1 역
- 오아린 : 번좌 역
- 임예솔 : 어린 선정 역
- 안원진 : 어린 이혈 역
- 이존승 : 소년 이혈 역
- 나영우 : 어린 이정 역
- 최미교 : 빨래터 아낙네 1 역
- 온사랑 : 빨래터 아낙네 2 역
- 이혜령 : 빨래터 아낙네 3 역
- 김남진 : 빨래터 아낙네 4 역
- 주정하 : 한자대역 (남)
- 박지영 : 한자대역 (여)
- 박용수 : 박유창 역 (우정출연)
- 차은재 : 패비 윤씨 역 (우정출연)
- 김학철 : 한명회 역 (특별출연)
- 이영범 : 김격 역 (특별출연)